# Parnassius przewalskii
Parnassius przewalskii  là một loài bướm ngày sinh sống ở vùng núi cao được tìm thấy ở Tây Tạng và West Trung Quốc.
Nó là một thành viên của chi Snow Apollo Parnassius thuộc Swallowtail (Papilionidae). Loài được đặt tên cho Nikolai Przhevalsky.